# Чемпионат Европы по борьбе 1906
Неофициальный чемпионат Европы по борьбе 1906 года прошёл 28 января в Гааге (Нидерланды). Участники боролись по правилам греко-римской борьбы.
| вес         | Золото        | Серебро   | Бронза             |
| До 75 кг    | В. ван Вен    | Й. Лоренц | Йозеф Мерсей       |
| До 85 кг    | Ф. Тогни      | Г. Хейл   | А. Кок             |
| Свыше 85 кг | Хайнрих Ронди | К. Кок    | Фриц Штольценвальд |